# Шабалинівська волость
Шабалинівська  волость — історична адміністративно-територіальна одиниця Сосницького повіту Чернігівської губернії з центром у селі Шабалинів.
Станом на 1885 рік складалася з 27 поселень, 8 сільських громад. Населення — 8473 особи (4205 чоловічої статі та 4268 — жіночої), 1338 дворових господарств.
|                     | Площа, десятин | У тому числі орної, дес. |
| ------------------- | -------------- | ------------------------ |
| Сільських громад    | 6948           | 3514                     |
| Приватної власності | 9125           | 4005                     |
| Іншої власності     | 844            | —                        |
| Загалом             | 16917          | 7519                     |

Поселення волості:
- Шабалинів — колишнє державне та власницьке село при річці Шабалинівка за 12 верст від повітового міста, 1872 особи, 336 дворів, православна церква, школа, постоялий будинок, 2 лавки. За 3 версти — цегельний завод. За 5 верст — рогозна фабрика. За 5 верст — пивоварний завод.
- Кербутівка — колишнє державне село при річці Сейм, 479 осіб, 91 двір, православна церква, постоялий будинок.
- Кнути — колишнє державне та власницьке село при річці Сейм, 233 особи, 46 дворів, православна церква.
- Нехаївка — колишнє державне та власницьке село при струмках, 1916 осіб, 345 дворів, 2 православні церкви, школа, 2 постоялих будинки, 2 лавки.
- Нові Млини — колишнє державне та власницьке село при річці Сейм, 738 осіб, 145 дворів, 4 православні церкви, єврейський молитовний будинок, школа, богодільня, 3 постоялих двори, 9 постоялих будинків, 17 лавок, водяний і вітряний млини, 2 пивоварних заводи, базари, 4 щорічних ярмарки.
- Пекарів — колишнє державне та власницьке село при річці Сейм, 536 осіб, 98 дворів, православна церква, постоялий будинок, лавка.
- Рижки — колишнє державне село при озері, 679 осіб, 112 дворів, постоялий будинок.

1899 року у волості налічувалось 27 сільських громад, населення зросло до 12900 осіб (6360 чоловічої статі та 6540 — жіночої).